# Бакалдын
Бакалдын (встреча солнца у эвенков) — национальный эвенкийский праздник. «Бакалдын» по-эвенкийски переводится как встреча. Встреча людей, семей, родовых племён после долгой и суровой северной зимы.
Праздник «Бакалдын» символизирует возрождение природы после долгой зимы, по другому его называют «Праздником весны и зелени». 
Проводиться праздник должен в самом начале лета, когда распускаются почки лиственницы, когда всю ночь напролет кукует кукушка, а впереди всё лето. Начало лета означает у эвенков начало нового года.
Бакалдын начинается с совершения обрядов: очищения, поклонения речке, умасливания ритуального столбика, кормления огня.
Основная цель современного  праздника — активное общение эвенков между собой, налаживание контактов между представителями разных районов, активизация и возрождение эвенкийского языка, приобщение детей к традиционной культуре.

## История
Традиционно праздник начался с обрядов: приветствия через Священного оленя, очищения — Чичивкавун, завязывания небесных ленточек Сулганни, причащения к родовому огню Эллувка, кормления огня Имты
После суровой и холодной зимы при наступлении тёплых дней жители общин устраивали праздник. Собирались эвенки на определённом, заранее выбранном месте. Праздничные встречи, проводимые каждый год, позволяли обмениваться информацией и общаться семьям, так как зимой общины кочевали в поисках мясного и пушного зверя и очень редко встречались. Именно во время таких праздников юные представители данного народа учились у старших опыту и мудрости жизни. Эта всеобщая радость пробуждения северной природы вдохновляла всех членов общин: и стариков, и молодых. На месте проведения праздника устанавливались традиционные жилища — «чумы». На деревья (обычно лиственницы) вешали жерди с изображением налима, рядом человекообразную фигуру без руки — охотничий амулет «пэллэи». 

## Обряды
На празднике «Бакалдын» осуществлялись обряды поклонения огню, очищения, причащения, «Секалаон» и «Синкгэлэвун».
Обряд очищения. Такой обряд совершался при долгой неудаче в охоте. У входа устанавливается чичипкан, в середине — ритуальный костёр, в который время от времени подбрасывали багульник, можжевельник для окуривания. Начинался обряд очищения. Все участники праздника проходили через чичипкан, через живой коридор обрядовой группы, который взмахивал можжевельником или багульником, пропускал их, приговаривая пожелания исцеления, здоровья, счастья, удачи во всем.
Обряд очищения в обычных условиях жизни совершался в упрощённом виде. Во многих случаях его проводили сами больные, без участия шамана. Для этой цели разжигали костёр, изготавливали из травы чучело, напоминающее человека, и ставили чичипкан расколотый ствол молодой лиственницы с целой верхушкой. Путём уговоров и задабриваний заставляли духов дурного глаза переселиться в травяное чучело. При прохождении через чичипкан чучело зажимали и затем сжигали. Участники праздника должны были подходить к родовому огню, шаман или организатор «Бакалдына» кормил огонь с благо-пожеланиями для всех присутствующих, их близких и родных, затем начинал кормить духов неба, леса, земли и воды. Всех присутствующих приглашал дать крошки хлеба, пищи, подорожник духу «иччи» с просьбой исполнения заветных желаний. Старейшины родов проводил обряд причащения прибывших гостей к родовому огню. Обмазывали участников золой или углём из родового костра лоб, щёки, подбородок и произносили слова с самыми лучшими пожеланиями.
Прошедший обряд причащения с этого момента находился под защитой родового огня. Суть причащения состояла в том, что оно укрепляло нити связей солнца, луны, звёзд и неба. Гости и участники праздника подходили к священному дереву «Сэбэк-мо» и, поглаживая его, просили исполнения заветных желаний. По окончании проведения всех праздничных обрядов и ритуалов эвенки дружелюбно прощались друг с другом, покидали место проведения традиционного праздника.
В наше время во многих районах острова местное население проводит праздник первой горбуши. Он начинается в начале летней путины, когда старейшины по памяти совершают обряд «кормления хозяина воды», возжигания священного костра. Праздник сопровождается спортивными состязаниями, танцами женщин, выступлениями национальных ансамблей, разными угощениями.
На современном празднике придётся пройти несколько обязательных обрядов. Первый и самый главный — пройти через Чипчикан, это ворота из длинных палок. Считается, что дым багульника очищает душу и тело. Для гостей организуют показательные состязания в национальных видах спорта. Члены родовых общин посоревнуются в мас-рестлинге (перетягивание палки), прыжках через нарты, кидании маута на точность и тройных прыжках.

## Место проведения
Проводится в Сахалинской области, Якутии.
В г. Якутске проводится на Вилюйском тракте с 1991 года, на котором были проведены эвенкийские традиционные обряды встречи Солнца, прошения благословения духов местности и реки, очищения Чичипкавун, охотничьей удачи Синкэлавун, танцевали обрядовый хоровод Дэвэйдэ.